# Stille Tage in Clichy (1990)
Stille Tage in Clichy (Originaltitel: Jours tranquilles à Clichy) ist ein französischer Film aus dem Jahr 1990. Er wurde in Zusammenarbeit von fünf verschiedenen Produktionsfirmen aus Frankreich, Deutschland und Italien realisiert.

## Handlung
Der Film spielt in den Bars, Bordellen, Cafés und Restaurants der Place de Clichy und des Montmartre im Paris der 1930er Jahre. Der angehende Schriftsteller Joey und dessen Freund Carl, Fotograf, Bohémien und Erbe der berühmten Prostituierten Manouche, leben in einem Milieu von Prostitution, Zuhältern und Kleinkriminellen ihre erotischen Eskapaden aus. Plötzlich taucht Manouches 15-jährige Enkeltochter Colette auf, in die sich beide Protagonisten verlieben. Als Trio ziehen sie durch Paris und die Normandie, auf den Spuren von Marcel Proust, den Joey und Carl verehren.

## Produktion und Veröffentlichung
Das Drehbuch auf Grundlage des lange verbotenen gleichnamigen Romans von Henry Miller erstellten Ugo Leonzio und Claude Chabrol, der auch Regie führte. Bis 1965 blieb der Roman in den USA verboten, in Deutschland erschien er 1968. Chabrols Film ist die zweite Verfilmung des Romans von Henry Miller nach Jens Jørgen Thorsens gleichnamigem Low-Budget-Film von 1970.
Außer Claude Chabrol als Drehbuchautor und Regisseur waren auch seine Söhne Mathieu Chabrol als Komponist und Thomas Chabrol (* 1963) in einer Nebenrolle am Film beteiligt.
Mathieu Chabrol hat für insgesamt 20 Kinofilme und 5 Fernsehfilme seines Vaters die Musik komponiert.
Für Jean Rabier, Chabrols langjährigen Kameramann, war es der vierunddreißigste Film, den er zusammen mit dem Regisseur gedreht hat. Monique Fardoulis ist ebenfalls eine langjährige Mitarbeiterin Chabrols und war seit 1976 an fast allen seinen Filmen als Editorin beteiligt.
Die Premiere in Frankreich war am 9. Mai 1990, in Deutschland am 23. August 1990. 2006 veröffentlichte EMS Studio innerhalb der Reihe Collectors Edition eine DVD.

### Musik
Für Jean-Michel Bernard war „Stille Tage in Clichy“ die erste Zusammenarbeit mit Chabrol. Der Film markiert den Anfang seiner erfolgreichen Karriere als Filmkomponist. Der Dritte, der neben Mathieu Chabrol am Score des Films beteiligt war, war der Italiener Luigi Ceccarelli, der auf elektroakustische Instrumente und Computermusik spezialisiert war.
Die Musik besteht aus unterschiedlichsten, der Handlungszeit des Werks und der Dramatik der Filmhandlung angepassten, Elementen. Hört man in der einen Szene orchestrale, doch dennoch der Musik des Paris der dreißiger Jahre angepasste, Filmmusik, so hört man im nächsten Moment schon im Film gespielte Klaviermusik, und plötzlich erneut vorherige. Außerdem gibt es einige Filmabschnitte ohne Musik.
Jegliche Filmmusik entstand durch den Sohn des Regisseurs, Matthieu Chabrol, in Zusammenarbeit mit Luigi Ceccarelli und Jean-Michel Bernard; umgesetzt jedoch wurde sie unter der Leitung von Carlo Savina.

## Kritiken
In der französischen Filmkritik wurde der Film häufig mit seinem dänischen Vorgänger von 1972 verglichen und schnitt dabei durchweg schlecht ab. Der Kritiker von cinema schreibt, die Leichtigkeit von Henry Millers autobiographischer Skandalchronik gehe in schwülstigen Bildern verloren. Ein Lichtblick sei Mario Adorf als geiler Verleger,
und der deutsche Filmdienst nennt ihn „einer der schwächsten und langweiligsten Filme Chabrols.“
Die Filmzeitschrift Blickpunkt:Film meint, der einst zu Recht so geschätzte und verehrte Claude Chabrol […] könne auch mit seinem neuesten Film nicht an die alte Klasse anknüpfen. „So belanglos ihm das Sittenspiel sündiger Vergnügen geraten ist - für aufgeschlossene Voyeure wird es wohl allemal ein Vergnügen bieten. Dafür sprechen nicht zuletzt die fast 250.000 Kinobesucher hierzulande“.
Der Spiegel schreibt zu dem Film, Claude Chabrol inszeniere um seine sehr freie Adaption von Henry Millers „Stille Tage in Clichy“ eine surreale Rahmenhandlung, die den Schriftsteller als Lustgreis vorführe. „[…] das Schärfste an diesem beschaulichen Softsex-Reigen in schwülstiger David-Hamilton-Manier ist das Filmplakat: Da macht sich ein nacktes Nymphchen mit dem Rasiermesser unter den Achseln zu schaffen“.